# Gianicolo
Gianicolo [dʒaˈniːkolo], znan tudi »Janiculum« (88 m.n.m.), je grič v zahodnem delu mesta Rim, s katerega je panoramski pogled na zgodovinsko mestno središče in tudi Vatikan.

## Opis in lokacija
Četudi je drugi najvišji vrh v današnjem Rimu (najvišji je Monte Mario), ni eden od znanih sedmerih rimski gričev, ker se nahaja zahodno od reke Tibere in izven meja antičnega mesta. Kljub temu je pomembna zgodovinska ter dokaj priljubljena lokacija.
Vzhodno pobočje se spušča proti reki Tiberi in ob njegovem vznožju je zgodovinsko okrožje Trastevere, medtem ko zahodno pobočje, manj strmo, predstavlja starejši del sodobnega okrožja Monteverde; jugozahodno od hriba je Vila Doria Pamphili, na vzhodnih pobočjih pa sta rimski botanični vrt in znani zapor Regina Coeli.

## Zgodovina
Zgodovinsko gledano je bil Gianicolo strateška točka za obrambo Rima in ga je utrdil kralj Ancus Marcius. Ime izvira od rimskega boga Janusa, ki mu je bil hrib posvečen.

## Znamenitosti
Na pobočjih se nahajajo znamenitosti, kot je Fontana dell'Acqua Paola, cerkev San Pietro in Montorio, bazilika di San Pancrazio, cerkev sv. Onofrija al Gianicolo (matična cerkev Viteškega reda Božjega groba) in mavzolej Ossario Garibaldino, ki spominja na bitke za združitev Italije.

## Galerija
- Mavzolej Ossario Garibaldino
- Fontana dell'Acqua Paola
- Garibaldijev spomenik
- Svetilnik na Gianicolu
- Top na Gianicolu se oglaša opoldne, vse dni v letu

### Top na Gianiculu
Na vrhu hriba, praktično pod Garibaldijevim spomenikom, je od 24. januarja 1904 postavljen top (dejansko havbica), ki vsak dan opoldne izstreli slepi naboj. Zvok strela se v dneh, ko je mesto manj hrupno, sliši vse do Eskvilina.
Signalni opoldanski topovski strel je leta 1847 uvedel papež Pij IX., z namenom, da top preglasi zvonove rimskih cerkva, hkrati pa prepreči, da bi bilo opoldansko cerkveno zvonjenje neusklajeno. Top je bil sprva na Angelskem gradu, od koder so ga leta 1903 za nekaj mesecev preselili na Monte Mario, zatem pa so ga postavili na njegovo sedanjo lokacijo na Gianiculu. 
Uporabe ni prekinila združitev Italije, prekinjena pa je bila med drugo svetovno vojno in obnovljena 21. aprila 1959, ob 2712. obletnici ustanovitve Rima. Havbico mod. 14/61, kalibra 105 mm, upravljajo pripadniki italijanske vojske.